# Svavelkis
Svavelkis eller pyrit, kis eller järndisulfid (FeS2), är det vanligaste sulfidmineralet i jordskorpan. I folkmun har det kallats kattguld.

## Egenskaper
Pyrit innehåller, förutom huvuddelarna järn och svavel, ofta små inslag av nickel, kobolt, koppar, tenn och arsenik, samtidigt som den även kan innehålla spår av guld och silver.
Mineralet kristalliserar reguljärt (kubiskt) i många former (kub, oktaeder, dodekaeder), är mässingsgult och starkt metallglänsande. Vid förvaring i luft mörknar ytan till en brunaktig färgton. På grund av sin stora hårdhet ger det gnistor när det slås mot stål.
Pyrit är lösligt i salpetersyra under avskiljning av svavel, men angrips nästan inte av saltsyra.

## Förekomst
Den svenska berggrunden innehåller en hel del svavelkis, både som spridda inslag i och som större eller mindre ansamlingar i de vanligaste bergarterna och i den yngre sedimentära berggrunden, då framförallt i de många svarta skiffrarna, som till exempel Alunskiffer och Andersöskiffer.[källa behövs] Tillsammans med markasit utgör svavelkis de vanligaste sulfidmineralen i kolavlagringar.

## Användning
Svavelkis i sig är sällan brytvärd, men i s.k. "hårdberg" eller "massivmalm" uppträder den tillsammans med andra metaller av ekonomiskt intresse. Den viktigaste är koppar i form av kopparkis. Sådan malm är en av två viktiga malmtyper i Falu koppargruva, men förekommer också i många andra gruvor. De främsta exemplen är Rio Tinto-området i Spanien och angränsande delar av Portugal. Norge har också betydande svavelkistillgångar med hög kopparhalt i gruvor som t.ex. Röros, Lökken och Sulitjelma. Andra metaller som kan förekomma är t.ex. bly, zink och guld. Även om svavelkisen i sig inte föranleder brytning har den använts till framställning av svavel, svavelsyra och rödfärg samt under stenåldern och bronsåldern för eldslagning i stället för eldstål.

## Vittring
Som andra sulfidmineral tenderar svavelkis att vittra snabbt i förhållande till silikatmineral och oxider när mineralet är exponerad till vatten och syre nära jordens yta. Denna vittring sker främst genom oxidering och utlöser ämnen som kan förorena vattendrag och sjöar. Bakomliggande orsaken till svavelkisens snabba vittring är att den i syrefattiga miljöer och hamnar därför i kemisk ojämvikt i syrerika miljöer. Den naturliga vittringen av svavelkis i lerskiffer, en bergart som tenderar att ha avsevärda mängder av mineralet, tros vara konditionerad av bergets sprickdensitet och erosionshastighet. Vittringen av pyrit bildar svavelsyra. Man känner inte till någon annan oxideringsprocess i naturen som bildar så starka syror.
Mänskligt inducerad svavelkisvittring en fenomen som förekommer vid merparten av världens gruvor. Denna vittring sker fortare om pyriten är mycket finkornig och till och med mikroskopisk då de totala reaktionsytan blir större för samma massa svavelkis. Pyrit ovanför grundvattenytan tenderar att vittra fortare än den under ytan.
Vittring av svavelkis i lerskiffer tros vara en bidragande faktor i vissa jordskred.